# Dennis Hastert
Dennis Hastert (Aurora, Illinois, 2 januari 1942) is een voormalige Amerikaanse politicus die bekendheid verwierf als voorzitter van het Huis van Afgevaardigden van 1999 tot 2007.

## Biografie
Hastert begon zijn politieke carrière als een Republikeinse afgevaardigde voor Illinois in 1987. Hij diende in het Huis van Afgevaardigden tot 2007 en bekleedde verschillende leiderschapsposities, waaronder Chief Deputy Whip en Speaker pro tempore.
Een van de meest opvallende prestaties van Hastert was zijn verkiezing tot Speaker van het Huis in 1999 als opvolger van Newt Gingrich, waarbij hij de eerste voormalige High School wrestling coach was die deze positie bekleedde. Als Speaker werd Hastert een belangrijke figuur in de Republikeinse Partij en speelde hij een cruciale rol bij het bevorderen van de agenda van president George W. Bush.
Hasterts leiderschap als Speaker werd echter overschaduwd door controverse toen hij in 2015 werd beschuldigd van seksueel misbruik van minderjarigen toen hij nog leraar en worstelcoach was. Hij werd veroordeeld voor het overtreden van de wet op het witwassen van geld en veroordeeld tot vijftien maanden gevangenisstraf. De zaak schokte de politieke wereld en besmeurde de reputatie van Hastert, die voorheen bekend stond als een gerespecteerde en invloedrijke politicus.
Na zijn vrijlating uit de gevangenis bleef Hastert uit de schijnwerpers en keerde hij terug naar zijn huis in Illinois. Zijn politieke erfenis wordt nu voornamelijk herinnerd in het licht van de schandalen die zijn latere jaren hebben overschaduwd.